# Lagoa do Mato
Lagoa do Mato är en kommun i Brasilien.   Den ligger i delstaten Maranhão, i den östra delen av landet, 1 200 km norr om huvudstaden Brasília. Antalet invånare är 10 954.
Omgivningarna runt Lagoa do Mato är huvudsakligen savann. Runt Lagoa do Mato är det mycket glesbefolkat, med 7 invånare per kvadratkilometer.